# Friedrichshafen FF 31
Der Friedrichshafen FF 31 war ein deutsches Marineflugzeug im Ersten Weltkrieg. Er gehörte zur Gattung Zweisitziges Schwimmerflugzeug mit einem MG (C).

## Entwicklung
Der Prototyp, der unter der Bezeichnung FF 31/60 aufgrund der Flügelfläche lief, wurde am 10. August 1914 bestellt, mit der Marine-Nummer 274 am 12. April 1915 nach Warnemünde geliefert und am 7. Mai 1915 abgenommen.
Der Propellerhersteller war die Firma Integral.
Die beiden Schwimmer hatten eine Länge von 5,55 m bei einer Breite von 0,75 m.
Das Gewicht der Schwimmer lag bei 108,5 kg bei je einem Volumen von 1900 l.

## Marinenummer zur Friedrichshafen FF 31
| 274 | 275 |
| --- | --- |

## Technische Daten

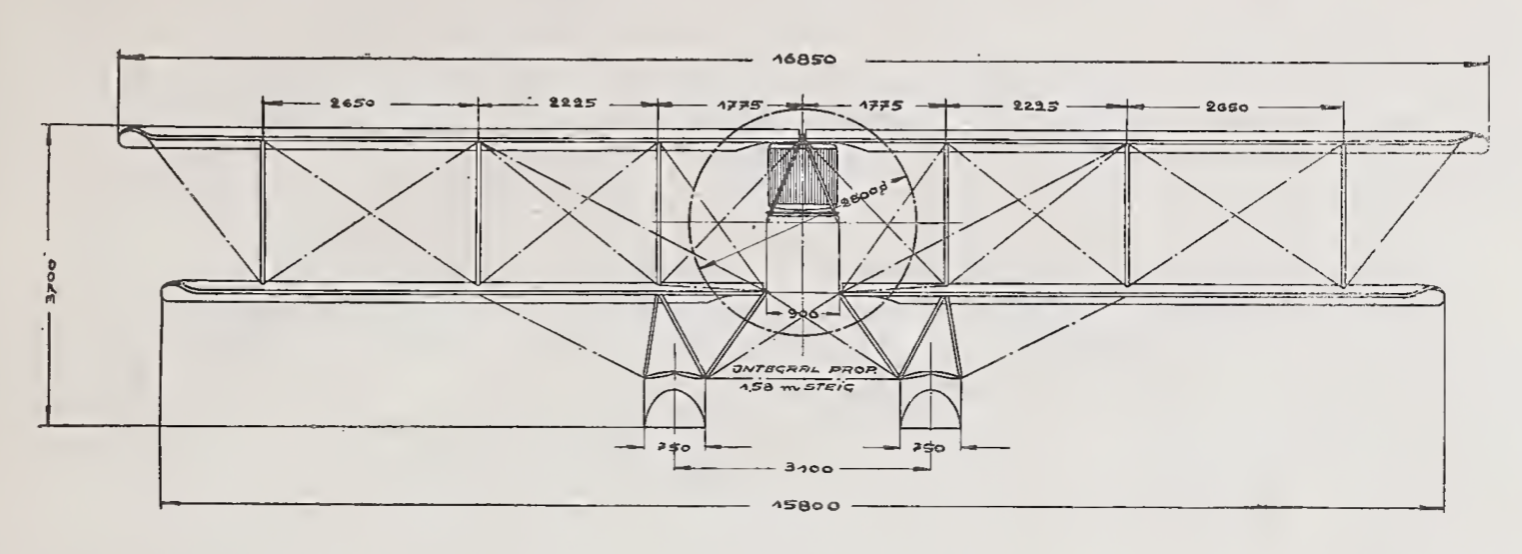
Riss der Vorderansicht der FF 31/60

| Kenngröße             | Daten                                                                                   |
| --------------------- | --------------------------------------------------------------------------------------- |
| Besatzung             | 2                                                                                       |
| Länge                 | 10,15 m                                                                                 |
| Spannweite            | 16,85 m Oberflügel, 15,80 m Unterflügel                                                 |
| Höhe                  | 3,70 m                                                                                  |
| Flügelfläche          | 60 m²                                                                                   |
| Querruder             | 5,91 m²                                                                                 |
| Höhenruder            | 2,51 m²                                                                                 |
| Seitenruder           | 1,46 m²                                                                                 |
| Leermasse             | 1.063 kg                                                                                |
| Startmasse            | 1.535 kg                                                                                |
| Höchstgeschwindigkeit | 98 km/h in NN                                                                           |
| Steigzeit auf 500 m   | 9,5 min                                                                                 |
| Steigzeit auf 800 m   | 16 min                                                                                  |
| Dienstgipfelhöhe      | ? m                                                                                     |
| Reichweite            | 500 km                                                                                  |
| Brennstofftank        | 245 l                                                                                   |
| Flugdauer             | 5 h                                                                                     |
| Propellerdurchmesser  | 2,80 m bei 1,58 er Steigung (Druckpropeller)                                            |
| Triebwerk             | ein wassergekühlter 6-Zylinder-Reihenmotor Maybach IR, mit 160 PS (118 kW) Nennleistung |
| Bewaffnung            | 1 bewegliches Parabellum MG 14, 7,92 mm                                                 |